# Summer Knights
Summer Knights – drugi mixtape amerykańskiego rapera Joeya Badassa, członka formacji Pro Era wydany 1 lipca 2013 roku nakładem niezależnej wytwórni Cinematic Music Group. Oryginalnie mixtape miał zostać wydany jako EP, jako preludium przed debiutanckim projektem rapera B4.Da.$$, jednak później raper zmienił zdanie i postanowił wydać pełny album.
Summer Knights zadebiutowało na 24. miejscu notowania Heatseekers Albums oraz 48. na liście Top R&B/Hip-Hop Albums.

## Lista utworów
| Nr  | Tytuł utworu                                                          | Producent       | Długość |
| --- | --------------------------------------------------------------------- | --------------- | ------- |
| 1.  | „Alowha”                                                              | Kirk Knight     | 4:41    |
| 2.  | „Hilary $wank”                                                        | Lee Bannon      | 3:23    |
| 3.  | „My Yout” (gościnnie Collie Buddz)                                    | Chuck Strangers | 4:20    |
| 4.  | „Death of YOLO” (gościnnie Smoke DZA)                                 | Bruce Leekix    | 4:24    |
| 5.  | „Right on Time”                                                       | Kirk Knight     | 3:24    |
| 6.  | „Sweet Dreams”                                                        | Navie D         | 3:42    |
| 7.  | „47 Goonz” (gościnnie Dirty Sanchez oraz Nyck Caution)                | Lee Bannon      | 3:06    |
| 8.  | „Word Is Bond”                                                        | Statik Selektah | 3:20    |
| 9.  | „Sit N Prey” (gościnnie T'nah Apex oraz Dessy Hinds)                  | Navie D         | 4:40    |
| 10. | „Trap Door”                                                           | The Alchemist   | 2:52    |
| 11. | „Satellite” (gościnnie Chuck Strangers, Kirk Knight oraz Dessy Hinds) | Lee Bannon      | 5:04    |
| 12. | „95 Til Infinity”                                                     | Lee Bannon      | 4:27    |
| 13. | „Amethyst Rockstar” (gościnnie Kirk Knight)                           | MF Doom         | 3:55    |
| 14. | „Reign”                                                               | Chuck Strangers | 4:49    |
| 15. | „Sorry Bonita” (gościnnie Pro Era)                                    | Oddisee         | 5:48    |
| 16. | „#LongLiveSteelo”                                                     | Kirk Knight     | 2:51    |
| 17. | „Unorthodox”                                                          | DJ Premier      | 3:37    |
|     |                                                                       |                 | 1:08:23 |